# Vilm
 Vilm  est une île allemande de la mer Baltique, elle est située au sud de Rügen en Mecklembourg-Poméranie-Occidentale.
 Vilm a une superficie de 0,94 km² environ ; son point culminant s’élève à 37,7 mètres au-dessus du niveau de la mer.